# Біопрепарати для захисту рослин
Біологічні препарати для захисту рослин є засобами захисту сільськогосподарських рослин від шкідників, таких як комахи, кліщі, бур'яни та хвороби рослин за допомогою інших організмів: бактерій, грибів, рослин.

## Агрономічно корисна мікрофлора (PGPB)[1]
Основою для виробництва мікробіологічних препаратів для захисту рослин є агрономічно корисна мікрофлора.
PGPB (Plant-Grows Promotion Bacteria) — агрономічно корисні мікроорганізми. Ґрунт заселений мікроскопічними формами життя, які включають бактерії, гриби, актиноміцети, найпростіші та водорості. Їхня основна роль — збереження родючості ґрунту, забезпечуючи рослини всіма необхідними елементами живлення. Кількість і тип мікроорганізмів в різних ґрунтах відрізняються і перебувають під впливом температури, вологості, наявності солей і інших хімічних речовин, а також від розмаїття рослин, які ростуть на даних ґрунтах. При цьому вплив конкретної бактерії на рослину, може змінюватися в залежності від умов. Наприклад, мікроорганізми, які сприяють зростанню рослин шляхом забезпечення її фіксованим азотом або мобілізованими сполуками фосфору втрачають свою ефективність при внесенні значних кількостей хімічних добрив.

### Типи PGPB
За типом взаємодії з рослинами PGP бактерії поділяють на:
- вільноживучі,
- асоціативні (мешкають в прикореневій зоні рослини-господаря),
- симбіонти (формують взаємовигідні відносини з рослинами),
- ендофіти (колонізують деякі рослини або частини їх внутрішніх тканин).

Незважаючи на відмінності між цими бактеріями, всі вони використовують одні і ті ж механізми для впливу на розвиток рослин — збільшуючи доступність поживних сполук і модулюючи фітогормональної активності (прямі), або зменшуючи інгібуючу дію різних біотичних і абіотичних факторів, тобто, виконуючи роль біопестицидів та імуномодуляторів (непрямі).

## Механізми впливу PGPB на рослини
Механізми впливу агрономічно корисної мікрофлори на рослини розділяють на прямі та непрямі.

### Прямі механізми[2]
- Підвищення доступності елементів живлення: найбільш вивчені механізми стимулювання росту рослин бактеріями включають забезпечення рослин дефіцитними або важкодоступними поживними речовинами: азотом, фосфором, калієм, залізом.
- Модуляція рівня фітогормонів: багато PGP бактерій можуть впливати на гормональний баланс рослин і, відповідно, його реакцію на стрес. Наприклад, в ряді досліджень було показано, що значна кількість ґрунтових бактерій можуть продукувати з'єднання ауксинового, цітокінініовой або гібберелліновой природи або кілька видів одночасно.

### Непрямі механізми[3]
- антибіотики та літичні ферменти: PGPB синтезують цілий ряд різних антибіотиків. Однак, існує одна з проблем використання антибіотиків як агентів біоконтролю: поступово фітопатогени стають стійкими до цих антибіотиків. Дослідники вирішили дану проблему завдяки використанню біоконтролюючих штамів, які синтезують ціаністий водень, а також застосування одного або декілька антибіотиків одночасно. Деякі біоконтроюючі бактерії виробляють ферменти, такі як: хітинази, целюлази, глюканаза, протеази і ліпази. Вони можуть розщеплювати частини клітинних стінок багатьох патогенних грибів. Відповідно, PGP бактерії, які синтезують один або декілька з цих ферментів, виявляють потужну біоконтролірующую активність проти патогенних грибів.
- сідерофори: деякі бактеріальні штами можуть застосовувати як агентів біоконтролю власні сідерофори. Цей ефект досягається завдяки зниженню вмісту доступного заліза, що обмежує здатність патогенів до розмноження.
- індукування системної стійкості: PGP бактерії можуть викликати в рослинах явище, відоме як індукована системна стійкість (ІСС). ІСС-позитивні рослини швидше і активніше реагують на вплив патогена, завдяки швидкій індукції захисних механізмів.
- модулювання ефекту стресових факторів навколишнього середовища,
- зміна гормонального балансу рослин: знизити надмірний рівень етилену можна за рахунок використання PGPB, що синтезують фермент АЦК-дезамінази. Проведені по всьому світу дослідження, показують, що безліч різних PGPB з АЦК-дезаміназною активністю можуть забезпечити істотний захист рослин від цілого ряду абіотичних стресів.
- синтез трегалози та антифризових білків: трегалоза є поширеним в природі не поновлюваним дісахаридом. Вона зустрічається в бактеріях, дріжджах, грибах, рослинах, комах і безхребетних тварин. Високий рівень трегалози може виступати захистом від декількох різних абіотичних стресів. Трегалоза — високостабільна молекула, яка стійка до кислот і високих температур і здатна зв'язувати воду в клітинах, утворюючи гелеву фазу і, як наслідок, знижувати збиток від посухи і засолення.

## Види біологічних препаратів
Біологічні препарати розділяють на наступні види:
- Біологічні фунгіциди – це препарати живих організмів, продукти їх життєдіяльності, що використовуються аграріями для захисту рослини в період її вегетації від хвороб, які викликають грибні та бактеріальні збудники.[4] Біологічні фунгіциди володіють значним діапазоном дії, що дозволяє захистити рослини від широкого спектра хвороб, в тому числі: пліснявіння насіння, кореневих гнилей, снігової плісняви, борошнистої роси, бурої роси, фітофторозу, альтернаріозу, фузаріозу, фомозу, кокомікозу, бактеріозів і різного роду плямистостей і гнилей.
- Біологічні інсектициди та акарициди – це вузькоспеціалізовані мікроорганізми і продуковані ними специфічні біотоксини направленої дії, призначені для боротьби з імаго і личинками шкодочинних комах, кліщів і комарів. Біологічні інсектициди володіють широким спектром дії, що дозволяє їм ефективно боротися з наступними шкідниками: колорадським жуком, капустяною совкою, вогнівкою, яблуневою плодожеркою, лучним метеликом, американським білим метеликом, яблуневою і плодовою міллю, павутинними кліщами, великою кількістю видів гусені, тощо. При цьому препарати абсолютно безпечні для бджіл.[5]
- Біологічні інокулянти - біологічні препарати, що використовують  живі культури корисних для рослин мікроорганізмів для зміцнення здоров'я культури. Найбільшу популярність та поширеність у світі препарат здобув як інокулянт для сої (рос. инокулянт для сої). Але використання інокулянтів сьогодні не обмежується тільки бобовими культурами. Інокулянти використовують, також, для передпосівного обробітку насіння різноманітних сільськогосподарських культур: технічних, просапних, зернових колосових, кукурудзи та соняшнику.
- Біологічні деструктори рослинних решток - це препарат, який сприяє пришвидшенню розкладання рослинних решток у ґрунті, пригніченню патогенної мікрофлори та оздоровленню ґрунту. В Україні та світі найпоширенішими є деструктори біологічного походження.
- Біологічні добрива - це специфічні ґрунтові мікроорганізми, які, разом з синтезованими ними біологічно-активними речовинами, застосовуються для забезпечення культури доступними формами азоту, фосфору та калію, а також стимуляції їх росту і розвитку, збільшення урожайності та покращення якості продукції.[6]